# صادق وثیقی
صادق وثیقی  (۱۲۶۶ - ۱۳۴۹ تهران) از کارگزاران اقتصادی دوره پهلوی بود. 
پس از پایان تحصیلات متوسطه در تهران به اروپا رفت و در رشته اقتصاد تحصیل کرد. پس از مراجعت به ایران به استخدام وزارت فوائد عامه درآمد. در سال ۱۳۰۹ كه این وزارتخانه به دو وزارتخانه اقتصاد ملی و طرق و شوارع تقسیم شد، به وزارت اقتصاد ملی رفت و پس از تقسیم این وزارتخانه به سه اداره كل تجارت و فلاحت و صنعت در همان سال به اداره كل تجارت رفت. 
وثیقی به معاونت اداره کل تجارت رسید و در تابستان ۱۳۱۵ با کسب فرمان از رضاشاه به جای علی‌اکبر بهمن که سفیر ایران در افغانستان شده بود، کفیل (سرپرست) این اداره کل شد اما کمتر از یک سال بعد در خرداد ۱۳۱۶ جای خود را به حسین علاء داد که به ریاست این اداره کل منصوب شد و وثیقی را به معاونت خود برگزید. در هشتم مهر ۱۳۱۶ كه اداره كل تجارت به وزارتخانه تبدیل و حسین علاء عهده‌دار این وزارتخانه شد، سمت وثیقی نیز به معاونت وزیر ارتقا یافت. 
در كابینه‌‏هاى دكتر احمد متین دفترى و علی منصور، وثیقی کفیل وزارت بازرگانی ماند. در نتیجه سوء مدیریت او، حجم عظیمی کالاهای وارداتی در ورودی‌های گمرک شمال ملت انباشته شد و در شهریور ۱۳۲۰ که ارتش شوروی به ایران حمله کرد، این کالاها را تاراج کردند و زیان بسیار بزرگی به تاجران ایرانی وارد آمد.
پس از شهریور ۱۳۲۰ وزارت بازرگانى منحل و ضمیمه وزارت پیشه و هنر شد. وثیقی نیز به ریاست هیئت مدیره و مدیر عامل بانك رهنی منصوب شد و در سال ۱۳۲۹ در واپسین روزهای كابینه زودگذر علی منصور وزیر اقتصاد ملى شد و سمت خود را نیز در بانک رهنی حفظ کرد. 
وثیقى سالیان طولانى رئیس هیئت نظارت بانك ملى بود و علاوه بر آن خزانه‌‏دارى شیر و خورشید سرخ را نیز اداره مى‌‏كرد تا اینکه در سال ۱۳۴۹ به بیمارى سرطان خون در تهران درگذشت. 